# Fernando Seoane
Fernando Seoane Antelo (Ames, 25 de marzo de 1983), más conocido como Seoane es un exfutbolista de fútbol español que se desempeñaba como centrocampista.

## Trayectoria
Formado en las categorías inferiores de la S.D. Compostela, llegó al primer equipo, que jugaba en 2ªB, en la temporada 2003-2004 procedente del filial junto a otros compañeros como Gelo, Luigi, Tachi...
Tras el descenso del conjunto compostelano inició una importante trayectoria en 2ªB que le llevó por Deportivo Alavés "B" (2004-2006), Burgos C.F. (2006-2007), Écija Balompié (2007-2009) y C. D. Lugo (2009-2010).
En verano de 2010 fichó por el C. Gimnàstic de Tarragona (2.ª División), avalado por el director deportivo Josep María Nogués, que le conocía por ser su técnico en el Écija Balompié.
Tras dos temporadas en el Nou Estadi de Tarragona, con el descenso del equipo grana, regresó al C. D. Lugo recién ascendido a la 2.ª División. En el Estadio Ángel Carro se ha convertido en un referente en la medular lucense donde acumula ya 5 temporadas con más de 180 partidos, siendo el jugador que más veces ha vestido la camiseta del C. D. Lugo en 2.ª División.

## Clubes
| Club                      | País   | Año       |
| ------------------------- | ------ | --------- |
| S.D. Compostela "B"       | España | 2002-2003 |
| S.D. Compostela           | España | 2003-2004 |
| Deportivo Alavés B        | España | 2004-2006 |
| Burgos C.F.               | España | 2006-2007 |
| Écija Balompié            | España | 2007-2009 |
| C. D. Lugo                | España | 2009-2010 |
| C. Gimnàstic de Tarragona | España | 2010-2012 |
| C. D. Lugo                | España | 2012-2022 |